# Phân phối kỹ thuật số
Phân phối kỹ thuật số (tiếng Anh: Digital distribution, hay phân phối nội dung, phân phối trực tuyến) là các dạng phân phối nội dung kỹ thuật số như âm thanh, video, sách điện tử, trò chơi video và phần mềm khác lên các môi trường trực tuyến như Internet thay vì phân phối trực tiếp bằng phương pháp vật lý (ví dụ đĩa DVD, giấy, băng,...) như trước đây.
Ví dụ những nền tảng giúp chúng ta tải nhạc trên các nhà cung cấp dịch vụ kỹ thuật số như iTunes, Spotify, Amazon,... hoặc xem phim trực tuyến trên Netflix, Disney+,... Những dịch vụ này được phát triển vượt trội từ những năm đầu tiên của thế kỷ 21 nhờ vào khả năng băng thông vượt trội.
Nội dung được phân phối kỹ thuật số có thể được sử dụng trực tuyến hoặc tải xuống và thường bao gồm sách, phim, chương trình truyền hình, âm nhạc, phần mềm và trò chơi điện tử. Điều này thay đổi thói quen của người dùng, thay vì lưu trữ thông tin dưới dạng vật lý như phương thức truyền thống, họ có thể sử dụng nội dung trực tuyến và cập nhật liên tục. Ngoài ra, người dùng có thể tải xuống đầy đủ nội dung vào ổ cứng hoặc hình thức lưu trữ khác có thể cho phép truy cập ngoại tuyến sau này.
Bằng cách chọn phân phối trực tuyến, một người kinh doanh có thể đưa sản phẩm của họ công khai trong cộng đồng một cách dễ dàng với chi phí kinh doanh đạt mức tối ưu. Vì vậy, hàng hóa thường rẻ hơn cho người tiêu dùng do tiết kiệm chi phí sản xuất, phân phối, tăng lợi nhuận cho người bán, tăng tự do trong kinh doanh và trải nghiệm người dùng. Các nền tảng phân phối trực tuyến còn có thể giúp doanh nghiệp kiểm soát tốt hơn vấn đề bản quyền sản phẩm.

## Ảnh hưởng đến bán lẻ truyền thống
Sự chuyển dịch của nội dung truyền thống sang nội dung số cơ bản đem đến nhiều tác động đến thị trường bán lẻ ở thế giới nói chung và Việt Nam nói riêng. Nhìn chung, mọi sự thay đổi dựa trên công nghệ theo dài hạn đều đem đến những tác động rất tích cực, mang lại hiệu suất công việc cao hơn, ít tốn chi phí, rút ngắn thời gian làm việc và kết quả là khối lượng sản phẩm tăng lên đáng kể so với trước đây. Tuy nhiên, trong ngắn hạn, phân phối kỹ thuật số phần nào phá vỡ những móc nối trong một số chuỗi cung ứng (ngành băng đĩa, video game,...). Cụ thể hơn, hàng loạt các công ty phá sản, dẫn theo sự sụp đổ của cả một ngành công nghiệp. Từ đó, làm biến chuyển trong cung và cầu, những ngành hàng liên quan theo đó thay đổi dần để thích ứng với hoàn cảnh. 

### Công nghiệp âm nhạc

#### Tác động tiêu cực
Có nhiều nghiên cứu chỉ ra sự sụt giảm doanh số của ngành công nghiệp thu âm. Ví dụ với nghiên cứu của Liebowitz (2006), nghiên cứu chỉ ra rằng doanh số bán hàng thực tế ở Mỹ đã giảm đến 30% sau khi số hoá (Digitalization), hay phân phối kỹ thuật số (Digital Distribution). Trong đó có nhiều cách giải thích khác nhau cho sự sụt giảm đáng ngạc nhiên này và nguyên nhân lớn nhất được đưa ra là bởi hoạt động chia sẻ tập tin không bản quyền trên Internet. Ví dụ, Peitz & Waelbroeck (2004) rằng việc lưu chuyển nhạc trên Internet có thể làm giảm đến 20% doanh số bán nhạc trên toàn thế giới từ 1998 đến 2002. Zentner (2006) thì cho rằng việc lưu chuyển và phát hành nhạc trên Internet làm giảm 30% sức mua nhạc và doanh số 2002 sẽ cao hơn khoảng 7,8% nếu không có sự lưu chuyển ấy. Điều này là hợp lý vì các bản sao nhạc trái phép rất dễ dàng lưu chuyển trên Internet và khó kiểm soát, đồng thời nó cạnh tranh trực tiếp với những tác phẩm hợp pháp và có bản quyền.
Tại thị trường Việt Nam, điều này cũng xảy ra tương tự với thị trường băng đĩa nhạc. Thời hoàng kim của ngành sản xuất, phát hành băng đĩa từng có hơn 20 đơn vị và doanh số đóng góp vào GDP hàng năm rất cao, bởi ở những năm 1998 - 2005 người Việt rất chuộng những loại băng đĩa nhạc, đây là phương án thay thế cho băng từ trước đây vốn không tiện lợi và dễ hư hỏng. Tuy nhiên, sự xuất hiện của phân phối kỹ thuật số đã làm thị trường biến động, lý do quan trọng được đưa ra là nạn hoành hành của đĩa lậu. Sản xuất một chiếc CD bao gồm trả tiền cát-xê ca sĩ, hòa âm phối khí, tác quyền, xin giấy phép khiến nhà sản xuất tốn ít nhất 30 đến hàng trăm triệu đồng. Giá gốc một chiếc đĩa là 16.000 - 18.000 đồng, giá bán ra là 36.000 đồng; trong khi đó, đĩa lậu chỉ có giá 10.000 đồng. Như vậy, cạnh tranh là một điều gần như bất khả thi. Khi nói về những nhà phát hành, từ 20 đơn vị sản xuất giờ chỉ còn một vài, thậm chí chỉ một, đó là nhà phát hành Phương Nam, tuy nhiên đây chỉ là sự "sống sót nhất thời", bởi họ vẫn không tránh khỏi sự giảm sút về số lượng và doanh thu, báo cáo trong 9 tháng đầu năm 2017, doanh thu và số lượng đĩa phát hành đã giảm gần 40% so với cùng kỳ năm 2016, những tổn thất về doanh số được duy trì bằng cách bù đắp từ doanh thu của những lĩnh vực khác, nhà sách Phương Nam là một ví dụ. Những công ty nổi tiếng như Đồng Giao, Rạng đông,... nay đã chuyển hướng sang tổ chức show, sản xuất phim và rút hoàn toàn ra khỏi thị trường này.

#### Tác động tích cực
Tuy nhiên về dài hạn, khi các doanh nghiệp và nhà nước đã giải quyết được những vấn đề về bản quyền, chuỗi cung ứng giá trị cũng đi vào một quy trình nhất định thì phân phối kỹ thuật số lại là một cơ hội to lớn cho cả nền kinh tế nói chung và công nghiệp âm nhạc nói riêng.
"Dịch vụ âm nhạc dựa trên truy cập" là khái niệm mới được đưa ra lần đầu bởi Apple Company vào năm 2003 khi họ cho ra dịch vụ Apple Itunes. Dịch vụ này cho phép người dùng truy cập vào kho nhạc khổng lồ được ký kết bản quyền bởi các nhà sản xuất âm nhạc lớn và việc duy nhất người tiêu dùng cần làm là thanh toán phí hàng tháng, thay vì phải mua nhỏ lẻ từng album như trước đây.
Điều đặc biệt là các nhà sản xuất, chủ sở hữu bản quyền vẫn giữ được nguyên tác quyền của họ, giảm bớt tình trạng lậu, nhái, vì lúc này chi phí cho dịch vụ âm nhạc là khá thấp, người dùng đủ khả năng và sẵn lòng chi trả.
Về phía người tiêu dùng, họ có thể nghe nhạc mọi lúc, mọi nơi, không giới hạn bài hát, rất tiện lợi và hầu như đáp ứng được mọi nhu cầu của họ; khác với trước đây, họ bị giới hạn các sản phẩm âm nhạc và không thuận tiện khi sử dụng.
Nhìn chung, dịch vụ âm nhạc dựa trên truy cập xuất hiện về dài hạn giải quyết được nhiều vấn đề tồn đọng và đưa nền âm nhạc lên một tầm cao mới.

### Video
Cùng chung những vấn đề bản quyền giống nhạc, nhưng đến dài hạn thì tác động gần như tương tự, những nền tảng streaming xuất hiện ngày càng nhiều như Netflix, YouTube, Amazon Prime Video,... làm thay đổi thói quen giải trí của người tiêu dùng. Nhiều chương trình truyền thống cũng được triển khai trên những nền tảng trực tuyến, hình thành đế chế mới của phim ảnh, cụ thể là phim ảnh trực tuyến.

### Video game
Đây là một lĩnh vực bị ảnh hưởng rất nhiều, làm thay đổi cả cấu trúc của một ngành. Những năm 2000, thế giới game được biết đến với sự cạnh tranh gay gắt giữa game PC (nổi tiếng với Counter Strike) và game cầm tay (đứng đầu là ông lớn Nintendo, Sega) với đặc điểm chủ yếu là những game mua bản quyền, chơi trực tiếp trên máy và không cần mạng Internet. Nhưng khi khái niệm phân phối kỹ thuật số ra đời, các ông lớn Nintendo và Sega chỉ biết đấu đá lẫn nhau mà không bắt kịp nhu cầu khách hàng, không đổi mới để thích ứng với cái mới, nên lần lượt suy yếu dần, nhường sân chơi lại cho các thế hệ mới như Sony, Microsoft,... Họ lần lượt củng cố vị trí của mình qua những thể loại khác nhau, thể loại game cũng ngày được mở rộng, từ sự trở lại của game cầm tay đến game trực tuyến, các thế loại game trên điện thoại di động, game đơn giản,... cho đến ngày nay.

## Ảnh hưởng đến tiếp thị
Sự chuyển đổi từ phân phối truyền thống đến phân phối kỹ thuật số có ảnh hưởng nhất định đến lĩnh vực tiếp thị. Các phương tiện kỹ thuật số được sử dụng như là công cụ, phương tiện mới để các doanh nghiệp tiếp cận đến khách hàng. Ngoài ra còn mở rộng hệ thống điểm chạm đến người tiêu dùng của mình, tăng khả năng đáp ứng dịch vụ, đáp ứng tốt hơn nhu cầu khách hàng.

### Hàng hóa và dịch vụ được số hóa và đa dạng hóa
Khác với marketing cho các hàng hóa truyền thống, marketing cho phân phối kỹ thuật số hướng đến đối tượng là các hàng hóa và dịch vụ số hóa, thường được phân phối dưới các hình thức như các tài liệu (văn bản, sách báo,...), các phần mềm ứng dụng, thông tin, ca nhạc, games, dịch vụ thu thập và thống kê số liệu, công cụ tìm kiếm,... Tất cả những sản phẩm do phân phối kỹ thuật số đem lại đang dần hình thành nên thị trường nội dung số toàn cầu với sự cạnh tranh khốc liệt giữa các công ty. Các phần mềm, sách báo, đĩa nhạc, phim ảnh,... có thể được phân phối qua mạng dưới dạng hàng hóa số hóa (digital good).

### Thị trường không bị giới hạn
Nhờ vào phân phối kỹ thuật số, marketing thông qua Internet có khả năng thâm nhập đến khắp mọi nơi trên thế giới. Sự liên kết không giới hạn của Internet đã hoàn toàn vượt qua mọi trở ngại về khoảng cách địa lý. Nhưng thị trường không giới hạn có thể là một thuận lợi nhưng cũng là một thách thức lớn đối với doanh nghiệp.
Phân phối kỹ thuật số làm rút ngắn địa lý không chỉ trong khu vực quốc gia mà còn ra quốc tế. Phân phối kỹ thuật số và Internet đã mang đến cho các doanh nghiệp những đơn đặt hàng từ nước khác, từ một thị trường mới mà doanh nghiệp chưa dám thử sức, nhưng đó sẽ là thách thức lớn cho người làm tiếp thị khi khoảng cách về địa lý giữa các khu vực thị trường trở nên ngày càng mờ nhạt hơn thì việc đánh giá các yếu tố của môi trường cạnh tranh cũng trở nên khó khăn và phức tạp hơn nhiều, nhất là khi hội nhập vào thị trường quốc tế - nơi môi trường cạnh tranh khốc liệt hơn, các công dân kỹ thuật số trở nên khó tính hơn. Điều này đòi hỏi doanh nghiệp phải luôn sáng tạo và linh hoạt trong chiến lược Marketing của mình. Đặc biệt là marketing qua mạng xã hội được chú trọng và tận dụng, là kênh tiếp cận khách hàng mục tiêu hiệu quả.
Ví dụ: đối với các sản phẩm âm nhạc, trước khi kia ta thường nói đến băng cassette hay đĩa DVD, được phân phối tại các cửa hàng bán băng đĩa, tại một số nơi nhất định; còn ngày nay, khi nói đến các sản phẩm âm nhạc, ta đang nói đến các bảng xếp hạng trên các nền tảng số, nói đến các MV ca nhạc phát hành trên Youtube, hay là audio trên Spotify, MP3,... Do đó, việc tiếp thị các sản phẩm âm nhạc cũng được thực hiện theo hình thức khác với các cách làm truyền thống. Thay vì tiếp thị các cửa hàng có bán băng đĩa độc quyền, tiếp thị chất lượng sản phẩm DVD; thì ngày nay, việc tiếp thị cho các sản phẩm được hình thành do phân phối kỹ thuật số cũng diễn ra trên các nền tảng số, tiếp thị cho các nền tảng cập nhật bảng xếp hạng, bài hát mới nhất,...

### Loại bỏ trở ngại của khâu giao dịch trung gian
Trong Marketing thông thường, để hàng hóa đến được với người tiêu dùng cuối cùng, hàng hóa phải trải qua nhiều khâu trung gian như các nhà bán buôn, bán lẻ, đại lý, môi giới... Doanh nghiệp không có được mối quan hệ trực tiếp với người tiêu dùng, nên thông tin phản hồi thường chậm và không được chính xác. Tuy nhiên, nhờ kênh phân phối kỹ thuật số mà việc tiếp thị sản phẩm hay dịch vụ được dễ dàng hơn, rút ngắn con đường truyền tải thông tin đến tay người tiêu dùng, từ đó doanh nghiệp có thể dễ dàng giao dịch trực tiếp với khách hàng thông qua các website, diễn đàn,...
Không còn phải nhờ đến đại lý để gửi tận tay khách hàng những thông tin khuyến mại hay thông điệp về dòng sản phẩm của mình, tiếp thị qua các kênh phân phối kỹ thuật số giúp doanh nghiệp gửi trực tiếp những thông tin đến khách hàng qua email hay đăng những ô quảng cáo dạng tĩnh hoặc quảng cáo động (còn gọi là banner) trên các website ở những vị trí bắt mắt nhất. Ví dụ như khi người nghệ sĩ phát hành một album mới, thông qua các nền tảng ứng dụng phân phối kỹ thuật số mà người dùng có thể nhận thông tin từ đây, lưu thông tin qua các kênh này.
Kênh phân phối kỹ thuật số cũng tạo tiền đề cho việc tiếp cận với nguồn dữ liệu dồi dào của khách hàng và thúc đẩy tiến bộ của các công cụ phân tích dự báo, được gọi chung là Dữ liệu lớn (Big Data). Những thông tin có được sẽ cung cấp sự hiểu biết sâu hơn về mong muốn, nhu cầu và thái độ của khách hàng, từ đó giúp doanh nghiệp định hướng mục tiêu tốt hơn trong các hoạt động thiết kế sản phẩm, định phí và bán hàng.

## Thách thức khi áp dụng vào tiếp thị kỹ thuật số
Phân phối kỹ thuật số đã, đang và sẽ là trợ thủ đắc lực cho ngành tiếp thị trong kỷ nguyên kỹ thuật số. Bạn có thể có nội dung tốt nhất trên thế giới nhưng không có phương tiện thích hợp để cung cấp nội dung đó cho người tiêu dùng, bạn sẽ phá hỏng nỗ lực trong việc sản xuất nội dung khi thua các đối thủ cạnh tranh và các doanh nghiệp khác - những người đã linh hoạt điều chỉnh cách tiếp cận của doanh nghiệp phù hợp với thế giới kỹ thuật số mà chúng ta đang sinh sống. Song song đó, đây cũng sẽ là một thách lớn cho các người làm tiếp thị khi áp dụng phân phối kỹ thuật số vào marketing. Đầu tiên, chất lượng mạng Internet là một rào cản: kết nối chậm, xuất hiện nhiều lần về yêu cầu kết nối Internet. Các nhà mạng không dây như AT&T và T-Mobile dường như làm chậm tốc độ kết nối cho khách hàng xem Netflix và các dịch vụ phát trực tuyến khác (Streaming media là ví dụ). Thứ hai, nó đòi hỏi khách hàng cũng phải sử dụng các kỹ thuật, thiết bị mới để tiếp cận thông tin. Điều này khá hạn chế bởi vì không phải ai cũng có điều kiện và khả năng trang bị thiết bị mới. Điều này chưa kể đến ở một số khu vực, khi trang thiết bị, hạ tầng chưa đồng bộ sẽ xảy ra vấn đề tiếp cận thông tin không đồng nhất và chênh lệch giữa các bộ phận trong người dân.